# Doryphora
Doryphora är ett släkte av tvåhjärtbladiga växter. Doryphora ingår i familjen Atherospermataceae.
Kladogram enligt Catalogue of Life:
| Doryphora | \| \| Doryphora aromatica \| \| \| \| \| \| Doryphora sassafras \| \| \| \| |
|           | \| \| Doryphora aromatica \| \| \| \| \| \| Doryphora sassafras \| \| \| \| |
|           | Atherosperma                                                                |
|           |                                                                             |
|           | Daphnandra                                                                  |
|           |                                                                             |
|           | Dryadodaphne                                                                |
|           |                                                                             |
|           | Laurelia                                                                    |
|           |                                                                             |
|           | Laureliopsis                                                                |
|           |                                                                             |
|           | Nemuaron                                                                    |
|           |                                                                             |
|           | Doryphora aromatica                                                         |
|           |                                                                             |
|           | Doryphora sassafras                                                         |
|           |                                                                             |

|  | Doryphora aromatica |
|  |                     |
|  | Doryphora sassafras |
|  |                     |